# Camporosso
Camporosso là một đô thị ở tỉnh Imperia trong vùng Liguria, tọa lạc khoảng 120 km về phía tây nam của Genova và khoảng 35 km về phía tây của Imperia. Tại thời điểm ngày 31 tháng 12 năm 2004, đô thị này có dân số 5.393 người và diện tích là 17,6 km².
Camporosso giáp các đô thị sau: Dolceacqua, San Biagio della Cima, Vallecrosia, và Ventimiglia.